# Leeland (Nevada)
Leeland es una antigua ciudad ferroviaria en el condado de Nye, Nevada. Fue fundada en 1906 después de que se construyera una estación de ferrocarril en la marca de las 144 millas del ferrocarril de Tonopah y de Tidewate, que comenzó sus operaciones en el mismo año. 
Las materias primas eran traídos desde Lee, que se encuentra a cinco millas al oeste de Leeland en California, hasta Leeland para ser transportados en tren. 
La economía de Lee creció rápidamente durante el año 1906. El 15 de octubre del siguiente año comenzó un servicio regular de trenes y se abrieron una semana más tarde una estación de tren con tres habitaciones y una oficina de Wells Fargo. 
Se estableció una oficina de correos el 23 de noviembre de 1911 con George Railton como jefe de correos. Leeland tuvo su apogeo el siguiente año y comenzó a disminuir después de que, debido a que la economía de Lee se derrumbó, la oficina de correos de Leeland cerró el 14 de noviembre de 1914. Para entonces, el lugar era todavía una parada de agua de la vía férrea, pero fue olvidada poco a poco. 
La estación de tren continuó existiendo hasta abril de 1931, cuando la estación y las instalaciones fueron quemadas por Jack Behrens, quien se suicidó después. No queda nada de la ciudad ferroviaria.
- Datos: Q23039116